# グレイブンハースト (オンタリオ州)
グレイブンハースト（英：Gravenhurst）は、オンタリオ州のマスコーカ地域に属する町。ブレイスブリッジより南へ約15kmの所にある。人口は1万899人（2001年統計）。マスコーカ地方最大の湖、マスコーカ湖の入口に位置しており、コテージ・カウントリーとして州内の人々にはよく知られている。
マスコーカ湖を周遊するクルーズの出発港があり、1974年、当時カナダの首相であったピエール・トルドーが乗った蒸気船「セグワン」を始めとして、ほか「ウェノーナ」や「ワンダ」の名の蒸気船が知られる。

## 主な出身者
- ノーマン・ベチューン - 医師